# Mazlavá sněť pšeničná
Mazlavá sněť pšeničná (Tilletia caries) je houba ze skupiny snětí, parazitující na pšenici.
Místo zrna se vytváří útvar zrnu podobný, tzv. sorus (hálka), uvnitř něj se nacházejí výtrusy (chlamydospory), které se při sklizni uvolňují a přichytí se na povrchu zdravých obilek. V příštím roce, pokud je osivo vyseto, výtrusy klíčí zároveň s obilkou, prorůstají dovnitř rostliny a místo zrna se opět vytvoří sorus. Ochranou proti mazlavé sněti pšeničné je moření osiva (kontaktní mořidlo).